# Luzula pindica
Luzula pindica är en tågväxtart som först beskrevs av Heinrich Carl Haussknecht, och fick sitt nu gällande namn av Jindřich Chrtek och Krísa. Luzula pindica ingår i Frylesläktet som ingår i familjen tågväxter. Inga underarter finns listade i Catalogue of Life.